# Аоно, Рё
Рё Аоно (яп. 青野 令 Аоно Рё:, род. 15 мая 1990) — японский сноубордист, выступающий в хафпайпе.
Первым международным соревнованием для Аоно стала гонка FIS, прошедшая 16 января 2004 года, на которой он стал 25-м. Впервые на кубке мира он выступил 26 февраля 2005 года, став тогда 19-м. В конце сезона 2006/2007 он трижды победил на этапах кубка мира и выиграл общий зачёт по хафпайпу, также заняв 6-е место в общем зачёте.
В следующем сезоне Аоно участвовал только в трёх этапах кубка мира, выиграв два из них, а в следующем году смог снова выиграть кубок мира по хафпайпу, а также стал чемпионом мира 2009 года.
После 2016 года выступает нерегулярно и в основном в Японии. Лишь раз в августе 2017 года Аоно выступил на соревнованиях в Новой Зеландии. После февраля 2019 года не выступал на уровне ФИС два года, но в феврале 2021 года выступил в Саппоро.

## Призовые места на этапах кубка мира

### 1-е место
- 14 января 2009, Гудзё, Япония
- 16 февраля 2008, горнолыжный курорт Сонъу, уезд Хвенсон, Южная Корея
- 1 сентября 2007, Кардрона, Новая Зеландия
- 3 марта 2007, Калгари, Канада
- 2 марта 2007, Калгари, Канада
- 16 февраля 2007, Фурано, Япония

### 2-е место
- 14 февраля 2009, Сайпресс, Канада
- 7 сентября 2008, Кардрона, Новая Зеландия
- 18 марта 2007, Стоунхем, Канада

## Зачёт кубка мира

### Общий зачёт
- 2005/2006 — 81-е место (200 очков)
- 2006/2007 — 6-е место (4000 очков)
- 2007/2008 — 39-е место (2036 очков)
- 2008/2009 — 20-е место (2600 очков)

### Зачёт по хафпайпу
- 2004/2005 — 39-е место (360 очков)
- 2005/2006 — 66-е место (220 очков)
- 2006/2007 — 1-е место (4000 очков)
- 2007/2008 — 6-е место (2036 очков)
- 2008/2009 — 1-е место (2600 очков)